# Мост Йорга Земитана
Мост Йо́рга Зе́митана (латыш. Jorģa Zemitāna tilts, в разговорной речи часто — Земитанский мост, Zemitāna tilts) — автомобильно-пешеходный путепровод в Риге, при пересечении улицы Александра Чака и продолжающей её улицы Иерикю с железнодорожными путями станции Земитаны, а также с улицами Земитана и Кроню.
С западной стороны от железнодорожных путей к мосту прилегает район Гризинькалнс, с восточной — мост и продолжающая его улица Иерикю отделяют друг от друга Пурвциемс и Тейку.

## История
Строительство путепровода над железнодорожными путями к микрорайону Пурвциемс было частью программы развития транспортного сообщения Латвийской ССР, в рамках которой в Одиннадцатой пятилетке только в Риге было построено два путепровода (второй в микрорайон Иманта на улице Юрмалас гатве, одновременно с пуском новой трамвайной линии).
13 декабря 1983 года газета «Ригас Балсс» писала:
Всё явственней вырисовываются очертания путепровода, который сооружается у станции Ошкалны. Длина виадука около 600 метров, а ширина 35 метров. По нему пройдет трамвайная линия, поток машин станет курсировать в два ряда в каждом направлении. Для пешеходов предназначены широкие тротуары. Мостовой переход свяжет по прямой улицы Суворова и Иерикю, значительно сократив путь из центра города в жилой массив Пурвциемс… Сдача путепровода намечена на 1986 год. Однако строители решили ввести его в эксплуатацию в 1985 году.
Мост был сдан в эксплуатацию 30 декабря 1985 года. Название моста возникло стихийно по железнодорожной станции, вблизи которой он находится (первоначально «Ошкалнский», с 1991 года — «Земитанский»). Поскольку станция Земитаны получила своё название в честь полковника Йоргиса Земитанса, в 2014 году мосту также было присвоено официальное название в честь того же военного деятеля.
При проектировании моста были предусмотрены полосы для трамвайного сообщения, на строительство которых был затребован Госпланом Латвийской ССР и выделен дополнительно один миллион рублей. Однако трамвайное сообщение так и не было проложено в последующие годы, а в данный момент ведутся поиски средств на проектирование демонтажа рельсов.

## Транспорт
Мост имеет по 3 полосы движения в каждом направлении; по обеим сторонам моста оборудованы пешеходные тротуары.
По мосту проходят несколько маршрутов городского общественного транспорта; на самом мосту оборудована остановка «Станция Земитаны». При строительстве моста по нему в обоих направлениях были проложены трамвайные пути, предусматривавшие перспективное проведение трамвая в Пурвциемс и Плявниеки. Фактически же эти рельсы никогда не использовались. В рамках проекта реконструкции моста в 2023-2024 годах рельсы будут сняты.